# Långbent fladdermusfästing
Långbent fladdermusfästing eller Ixodes vespertilionis är en fästingart som beskrevs av Carl Ludwig Koch 1844. Den långbenta fladdermusfästingen ingår i släktet Ixodes och familjen hårda fästingar, Ixodidae. Inga underarter finns listade i Catalogue of Life. Arten har ännu inte påträffats i Sverige.